# Qarghaly (Schambyl)
Qarghaly (kasachisch Қарғалы Qarğalı, russisch Каргалы Kargaly; bis 2007 Fabritschny) ist ein Ort im Süden Kasachstans im Gebiet Almaty.

## Geographische Lage
Qarghaly befindet sich am Fuße des Transili-Alatau, 50 km südöstlich von Almaty. Es ist das Verwaltungszentrum und der einzige bewohnte Fleck im ländlichen Bezirk (okrugi) Qarghaly und liegt etwa 11 km südöstlich von Usynaghasch.

## Bevölkerung
Im Jahr 1999 betrug die Zahl der Bevölkerung 17.501 (8268 Männer und 9233 Frauen). Bei der Volkszählung von 2009 betrug die Zahl der Bevölkerung 20.114 Personen.
| Einwohnerentwicklung               | Einwohnerentwicklung | Einwohnerentwicklung | Einwohnerentwicklung | Einwohnerentwicklung | Einwohnerentwicklung | Einwohnerentwicklung | Einwohnerentwicklung |
| 1959                               | 1970                 | 1979                 | 1989                 | 1991                 | 1999                 | 2009                 | 2021                 |
| ---------------------------------- | -------------------- | -------------------- | -------------------- | -------------------- | -------------------- | -------------------- | -------------------- |
| 6.921                              | 10.392               | 13.767               | 16.468               | 16.300               | 17.501               | 20.114               | 30.999               |
| Anmerkung: Volkszählungsergebnisse |                      |                      |                      |                      |                      |                      |                      |

## Russisch-Orthodoxe Kirche
In dem Ort befindet sich eine russisch-orthodoxe Kirche, die nach dem altrussischen Patriarchen Tichon benannt ist.

## Söhne und Töchter des Ortes
- Talghat Mussabajew (1951–2025), kasachischer Kosmonaut